# Жан IV (герцог Брабанта)
Жан IV (нем. Johann IV von Brabant, фр. Jean IV de Brabant; 11 июня 1403, Утрехт — 17 апреля 1427, Брюссель) — герцог Брабанта, герцог Лимбурга и маркграф Антверпена с 1415 года, граф Эно (Геннегау) (под именем Жан II), граф Голландии и Зеландии (под именем Ян III) с 1418 года.

## Биография
Жан, сын Антуана Бургундского и Жанны де Люксембург де Сен-Поль, дочери Валерана III де Люксембург, графа де Линьи и де Сен-Поль.
В 1415 году, после гибели Антуана Бургундского в битве при Азенкуре, он стал преемником своего отца под именем Жан IV, герцогом Брабанта и Лимбурга. Жан стал вторым правителем Брабанта из дома Валуа.
10 апреля 1418 года в Гааге он женился на Жаклин Баварской (16 июля 1401 — 8 октября 1436) графине Эно, Голландии и Зеландии, вдове Жана Французского, сына короля Карла VI, французского дофина и герцога Туреньского. После женитьбы стал соправителем Жаклин, приняв титулы: граф Эно (Геннегау) (под именем — Жан II Бургундский), граф Голландии и Зеландии (под именем — Ян III Бургундский).
Брак оказался неудачным, Жан относился к жене «с пренебрежением и оскорблениями». В 1420 году она бросила мужа и убежала в Англию. 7 марта 1422 года Папа Римский Мартин V признал брак незаконным и Жаклин получила развод. В 1422 году она вышла замуж за герцога Хамфри Глостерского, младшего брата короля Англии Генриха V и дядю Генриха VI. В результате чего между Жаном и Хамфри началась война за наследство жены. С помощью Филиппа Доброго, герцога Бургундского, Жан IV завоевал Эно, Голландию и Зеландию.

Брабант, Геннегау, Голландия - 1400 год

Вскоре после этого он умер бездетным (1427 год), а его брат Филипп Сен-Поль стал его преемником, но умер в 1430 году, и Брабант перешёл по наследству к Филиппу III Доброму и вошёл в состав Бургундии.
Жан IV был похоронен рядом с отцом, в храме Тервюрен, недалеко от Брюсселя.

## Заслуги Жана
В 1425 году Жан, получив разрешение папы римского Мартина V, основал университет Лувена, бывший до XVI века лучшим в Европе.